# Los Molinos (Espagne)
Pour les articles homonymes, voir Los Molinos.
Los Molinos est une commune de la communauté de Madrid, en Espagne.